# 劉一檜
劉一檜（1512年—？），字士奇，福建漳州府長泰縣人，軍籍，明朝政治人物。

## 生平
嘉靖二十八年（1549年）己酉科福建鄉試第七十名舉人。嘉靖二十九年（1550年）中式庚戌科會試第二百二十六名，登第三甲第二百一十七名進士。官大理寺评事。

## 家族
曾祖劉誠；祖父劉子健；父劉敦俊，母薛氏。永感下。弟一栢。